# 下梅尔西
下梅尔西（法語：Mercy-le-Bas，法語發音：[mɛʁsi lə ba]）是法国默尔特-摩泽尔省的一个市镇，位于该省北部，与上梅尔西相邻，属于布里埃区。

## 地理
下梅尔西（49°23'1"N, 5°45'7"E）面积8.23 平方千米，位于法国大東部大區默尔特-摩泽尔省，该省份为法国东北部内陆省份，是洛林的一部分，北邻比利时、卢森堡，北起顺时针与摩泽尔省、下莱茵省、孚日省和默兹省接壤。
与下梅尔西接壤的市镇（或旧市镇、城区）包括：巴扎耶、布瓦蒙、若佩库尔、上梅尔西、圣叙普莱、克西夫里-锡尔库尔、昂德旺皮埃尔蓬。

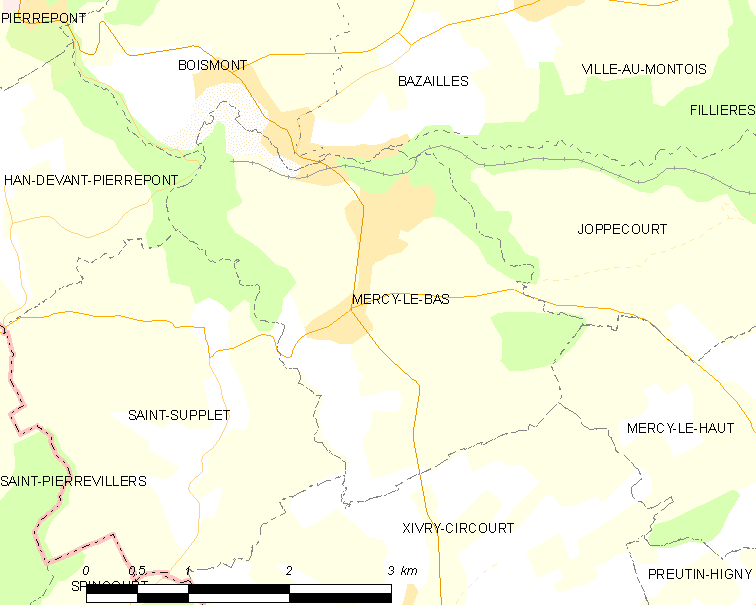
下梅尔西的OSM定位图

下梅尔西的时区为UTC+01:00、UTC+02:00（夏令时）。

## 行政
下梅尔西的邮政编码为54960，INSEE市镇编码为54362。

## 政治
下梅尔西所属的省级选区为布里埃地区县。

## 人口

1962-2008年间下梅尔西人口变化图示

下梅尔西于2022年1月1日时的人口数量为1276人。